# Classe Sauro

A classe Nazario Sauro são submarinos operados pela Marina Militare, a Marinha da Itália. Todos os submarinos foram construídos pela Fincantieri em Monfalcone.

## Projeto
Existem três sub-grupos construídos em 4 lotes:
- S 518 Nazario Sauro nomeado a partir de Nazario Sauro; desde setembro de 2009 esse navio tem sido um navio museu em Gênova (parte do Galata - Museo del mare).[2]
- S 519 Carlo Fecia di Cossato nomeado a partir do comandante italiano de submarinos da Segunda Guerra Mundial Carlo Fecia di Cossato
- S 520 Leonardo da Vinci, nomeado a partir de Leonardo da Vinci
- S 521 Guglielmo Marconi, nomeado a partir de Guglielmo Marconi
- S 522 Salvatore Pelosi, nomeado a partir do comandante italiano de submarinos da Segunda Guerra Mundial e herói de guerra Salvatore Pelosi
- S 523 Giuliano Prini, nomeado a partir do comandante italiano de submarinos da Segunda Guerra Mundial e herói de guerra Giuliano Prini
- S 524 Primo Longobardo, nomeado a partir do comandante italiano de submarinos da Segunda Guerra Mundial e herói de guerra Primo Longobardo
- S 525 Gianfranco Gazzana Priaroggia, nomeado a partir do comandante italiano de submarinos da Segunda Guerra Mundial e herói de guerra Gianfranco Gazzana-Priaroggia

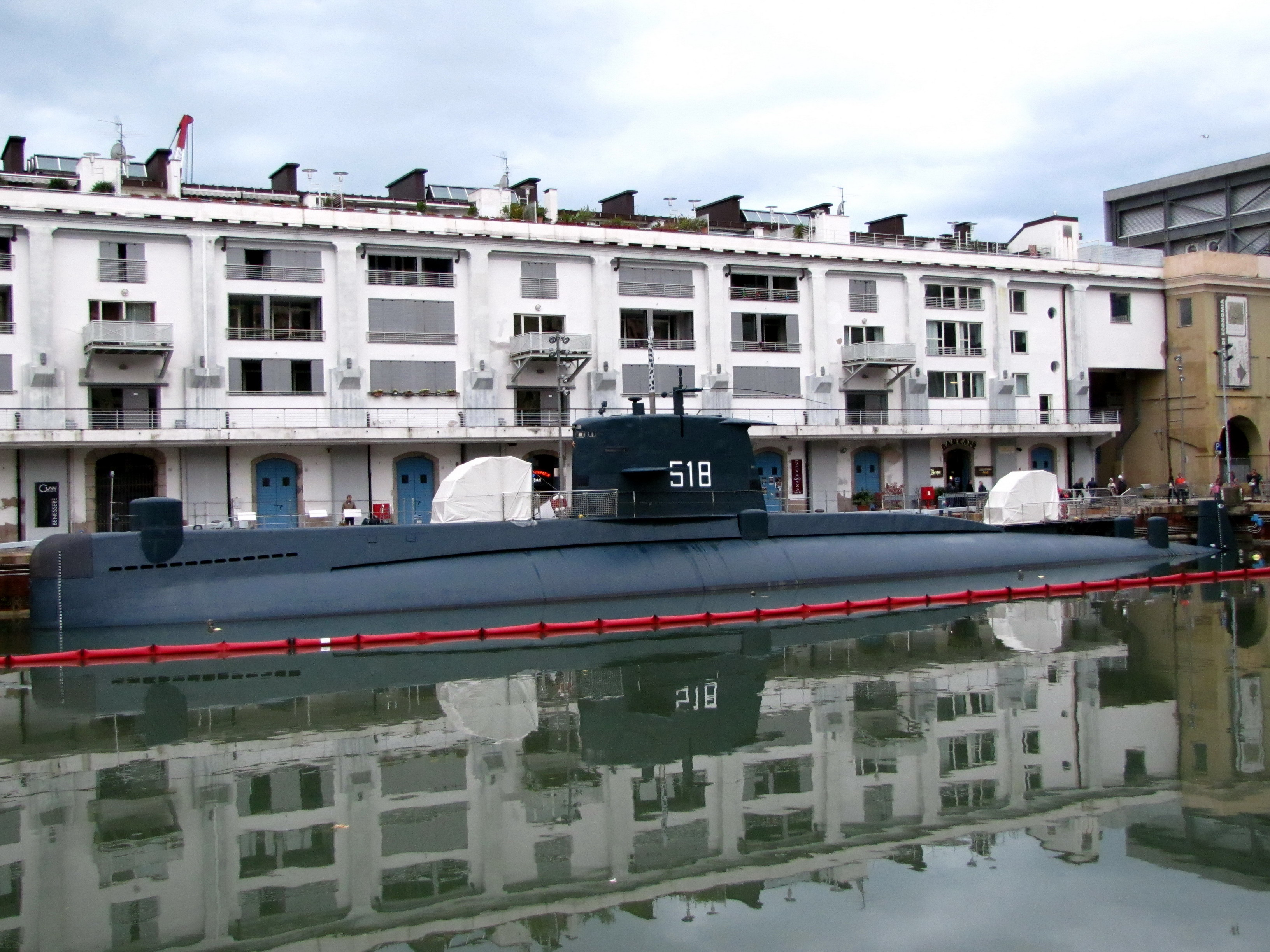
Sauro em Gênova.

## Lista de submarinos
| S 518 | Nazario Sauro (S 518)                 | I   | Fincantieri Monfalcone (Gorizia) | 4257 | 26 de junho de 1974    | 9 de outubro de 1976   | 1 de março de 1980     | 30 de abril de 2002  |
| S 519 | Carlo Feccia di Cossato (S 519)       | I   | Fincantieri Monfalcone (Gorizia) | 4258 | 15 de novembro de 1975 | 16 de novembro de 1977 | 5 de novembro de 1979  | 1 de abril de 2005   |
| S 520 | Leonardo da Vinci (S 520)             | II  | Fincantieri Monfalcone (Gorizia) | 4339 | 1 de julho de1976      | 20 de outubro de 1979  | 6 de novembro de 1982  | 30 de junho de 2010  |
| S 521 | Guglielmo Marconi (S 521)             | II  | Fincantieri Monfalcone (Gorizia) | 4340 | 23 de outubro de 1979  | 20 de setembro de 1980 | 11 de setembro de 1982 | 1 de outubro de 2003 |
| S 522 | Salvatore Pelosi (S 522)              | III | Fincantieri Monfalcone (Gorizia) | 4405 | 23 de julho de 1985    | 29 de novembro de 1986 | 14 de julho de 1988    | em serviço           |
| S 523 | Giuliano Prini (S 523)                | III | Fincantieri Monfalcone (Gorizia) | 4406 | 30 de julho de 1987    | 12 de dezembro de 1987 | 17 de maio de 1989     | em serviço           |
| S 524 | Primo Longobardo (S 524)              | IV  | Fincantieri Monfalcone (Gorizia) | 5878 | 19 de dezembro de 1991 | 20 de junho de 1992    | 14 de dezembro de 1993 | em serviço           |
| S 525 | Gianfranco Gazzana Priaroggia (S 525) | IV  | Fincantieri Monfalcone (Gorizia) | 5879 | 12 de novembro de 1992 | 26 de junho de 1993    | 12 de junho de 1995    | em serviço           |